# Nothing Safe: Best of the Box
Nothing Safe: Best of the Box – pierwszy album kompilacyjny amerykańskiego zespołu muzycznego Alice in Chains, opublikowany 29 czerwca 1999 nakładem wytwórni fonograficznej Columbia.
Pierwotna wersja z 1999 zawierała zestaw piętnastu kompozycji zamieszczonych na CD. Album był promowany przez nieopublikowany wcześniej utwór „Get Born Again”, nagrany podczas ostatniej sesji zespołu w 1998. Uzyskał on nominację do nagrody Grammy w kategorii Best Hard Rock Performance. Nothing Safe: Best of the Box ukazał się też w rozszerzonej wersji Best Buy Exclusive – wzbogaconej o koncertowe wersje „Angry Chair” i „Man in the Box”. Album uzyskał przychylne recenzje krytyków, którzy podkreślali, że jest to interesujący zbiór, stanowiący dokładny przekrój twórczości grupy. W 2007, osiągnąwszy próg miliona sprzedanych kopii w Stanach Zjednoczonych, otrzymał od Recording Industry Association of America (RIAA) certyfikat platyny. 19 kwietnia 2024 uzyskał od British Phonographic Industry (BPI) certyfikat srebrnej płyty, za sprzedaż 60 tys. egzemplarzy.

## Opis albumu
Jednopłytowa kompilacja Nothing Safe: Best of the Box zawiera największe przeboje z trzech studyjnych wydawnictw zespołu – Facelift (1990), Dirt (1992), Alice in Chains (1995) – i minialbumu Jar of Flies (1994). Została na niej zamieszczona m.in. nieopublikowana wcześniej wersja demo utworu „We Die Young” (drugą demonstracyjną wersję wspomnianej kompozycji zarejestrowano w 1989, przy współpracy Ricka Parashara) oraz koncertowe wykonanie „Rooster”, również nieopublikowane wcześniej.
Kompilację promował premierowy utwór „Get Born Again”, nagrany podczas ostatniej sesji zespołu z wokalistą Layne’em Staleyem na przełomie września i października 1998. W skład płyty weszły też m.in.: kompozycja „What the Hell Have I”, wykorzystana w 1993 na ścieżce dźwiękowej do filmu Bohater ostatniej akcji (reż. John McTiernan), i akustyczna wersja „Got Me Wrong” – zarejestrowana podczas koncertu z serii MTV Unplugged – pochodząca z wydawnictwa Unplugged (1996). „Untitled” zamieszczono pod nazwą „Iron Gland”. Za produkcję składanki odpowiedzialny jest Peter Fletcher. Podstawowa wersja albumu składa się z piętnastu utworów.

## Wydanie i promocja
Składanka Nothing Safe: Best of the Box została opublikowana 29 czerwca 1999 nakładem wytwórni Columbia. Wydawnictwo było promowane singlem „Get Born Again”, wydanym 1 czerwca. Utwór osiągnął 4. lokatę na Mainstream Rock Tracks i 12. na Modern Rock Tracks – listach opracowywanych przez tygodnik branżowy „Billboard”. Uplasował się on również na 20. pozycji kanadyjskiego notowania RPM Rock Report, sporządzanego przez magazyn „RPM”. 19 lipca, z okazji wydania kompilacji, krajowe konsorcjum radiowe Rockline przeprowadziło wywiad z muzykami Alice in Chains. Staley, który nie był obecny w studiu, niespodziewanie zadzwonił do radia, dołączając się do rozmowy. Był to ostatni wywiad, jakiego udzielił (wskutek pogłębiającego się uzależnienia od heroiny, wycofał się z życia publicznego).
Limitowana edycja płyty, sprzedawana wyłącznie za pośrednictwem Best Buy Exclusive z 1999, prócz płyty CD z podstawowym zestawem piętnastu utworów, zawierała dodatkowy dysk umieszczony w niestandardowym etui na karty z dwiema koncertowymi wersjami utworów „Angry Chair” i „Man in the Box”.
Jest to pierwsza kompilacja w dorobku zespołu. Po niej zostały wydane jeszcze: retrospekcyjny box set Music Bank (1999), Greatest Hits (2001) i The Essential Alice in Chains (2006).

## Odbiór

### Krytyczny
| AllMusic                      | [ 1 ]  |
| Encyclopedia of Popular Music | [ 21 ] |
| „Entertainment Weekly”        | A-     |
| „Kerrang!”                    | [ 23 ] |
| „Metal Hammer”                | [ 24 ] |
| „Rolling Stone”               | [ 25 ] |
| Rolling Stone Album Guide     | [ 26 ] |
| „Tylko Rock”                  | [ 27 ] |

Steve Huey z serwisu AllMusic przyznał albumowi cztery gwiazdki (w pięciostopniowej skali), argumentując, że pakiet nie jest atrakcyjny, ponieważ zawiera on sporą liczbę utworów w różnych wersjach, przez co fani, którym zależy na oryginalnych nagraniach, zmuszeni będą do zakupu innych wydawnictw zespołu. W podsumowaniu pisał: „Fani, którym nie przeszkadzają zastępstwa, uznają to za mocne wprowadzenie do grupy – i jest to bardzo imponujące słuchanie, czyniąc Alice in Chains jednym z najlepszych zespołów metalowych lat 90. – ale inni będą sfrustrowani prostymi sztuczkami marketingowymi, które zniszczyły to, co mogło być wspaniałą, a nie tylko dobrą, kolekcją best of”. Magazyn „CMJ New Music Monthly” zwracał uwagę na „zbiór oczywistych klasyków i przebojów wzdłuż przekroju, tak jak intymna, koncertowa wersja kompozycji «Rooster»”.
Recenzent „Entertainment Weekly” przyznał albumowi ocenę A-, uzasadniając: „Nothing Safe: Best of the Box pokazuje, jak biegły był zespół Alice in Chains na fuzję porywistych riffów i przerażających, przyprawiających o gęsią skórkę harmonii wokalnych, aby utworzyć kilka urzekających ponurych gatunkowo międzystrefowych eskapad”. Bill Adams z magazynu „Ground Control” – recenzując kompilację – stwierdził, że „połączenie ze sobą utworów w wersjach demo, koncertowych oraz studyjnych, daje w efekcie całkiem przyjemny zestaw”. Z kolei James Hunter przyznawał za pośrednictwem „Rolling Stone’a”, że jest to „antologia pełna wysokich punktów z ich uderzających poprzednich albumów, plus zabłąkana ścieżka dźwiękowa i dwa występy na żywo”.

### Komercyjny
17 lipca 1999 kompilacja zadebiutowała na 20. pozycji w amerykańskim zestawieniu Billboard 200. Łącznie była notowana na liście przez siedemnaście tygodni. 26 lipca uplasowała się na 37. lokacie kanadyjskiej RPM 100 Albums, opracowywanej przez „RPM”. 15 sierpnia składanka zadebiutowała na 41. miejscu nowozelandzkiego NZ Top 40 Albums Chart. W zestawieniu spędziła cztery tygodnie.
3 września 1999, przekroczywszy w Stanach Zjednoczonych próg 500 tys. sprzedanych kopii, składanka otrzymała od tamtejszego zrzeszenia wydawców muzyki Recording Industry Association of America (RIAA) certyfikat złotej płyty. 11 grudnia 2007 nakład osiągnął w Stanach Zjednoczonych milion egzemplarzy, dzięki czemu RIAA przyznało albumowi certyfikat platyny. 19 kwietnia 2024 płyta otrzymała od British Phonographic Industry (BPI) certyfikat srebrnej płyty, za sprzedaż 60 tys. kopii.

### Nagrody i nominacje
Singel „Get Born Again” uzyskał od National Academy of Recording Arts and Sciences (NARAS) nominację do nagrody Grammy w kategorii Best Hard Rock Performance, lecz w trakcie 42. ceremonii rozdania statuetek w Staples Center w Los Angeles w Kalifornii, przegrał rywalizację z „Whiskey in the Jar” w interpretacji grupy Metallica.
| Rok  | Nagroda        | Kategoria                  | Odbiorcy i nominowani | Wynik     | Źródło |
| ---- | -------------- | -------------------------- | --------------------- | --------- | ------ |
| 2000 | Nagroda Grammy | Best Hard Rock Performance | „Get Born Again”      | Nominacja | [ 37 ] |

## Lista utworów
| Edycja podstawowa | Edycja podstawowa                                                           | Edycja podstawowa             | Edycja podstawowa |
| Nr                | Tytuł utworu                                                                | Autorzy                       | Długość           |
| ----------------- | --------------------------------------------------------------------------- | ----------------------------- | ----------------- |
| 1.                | „Get Born Again” (nieopublikowany wcześniej)                                | Layne Staley • Jerry Cantrell | 5:26              |
| 2.                | „We Die Young” (nieopublikowana wersja demo)                                | Cantrell                      | 2:28              |
| 3.                | „Man in the Box”                                                            | Staley • Cantrell             | 4:46              |
| 4.                | „Them Bones”                                                                | Cantrell                      | 2:30              |
| 5.                | „Iron Gland” (feat. Tom Araya)                                              | Cantrell                      | 0:43              |
| 6.                | „Angry Chair”                                                               | Staley                        | 4:48              |
| 7.                | „Down in a Hole”                                                            | Cantrell                      | 5:38              |
| 8.                | „Rooster” (wersja koncertowa nieopublikowana wcześniej w Ameryce Północnej) | Cantrell                      | 6:46              |
| 9.                | „Got Me Wrong” (wersja unplugged)                                           | Cantrell                      | 4:24              |
| 10.               | „No Excuses”                                                                | Cantrell                      | 4:15              |
| 11.               | „I Stay Away”                                                               | Staley • Cantrell • Mike Inez | 4:14              |
| 12.               | „What the Hell Have I”                                                      | Cantrell                      | 3:58              |
| 13.               | „Grind”                                                                     | Cantrell                      | 4:45              |
| 14.               | „Again”                                                                     | Staley • Cantrell             | 4:05              |
| 15.               | „Would?”                                                                    | Cantrell                      | 3:27              |
|                   |                                                                             |                               | 1:02:13           |

| Edycja Best Buy Exclusive | Edycja Best Buy Exclusive                                                   | Edycja Best Buy Exclusive | Edycja Best Buy Exclusive |
| Nr                        | Tytuł utworu                                                                | Autorzy                   | Długość                   |
| ------------------------- | --------------------------------------------------------------------------- | ------------------------- | ------------------------- |
| 1.                        | „Get Born Again” (nieopublikowany wcześniej)                                | Staley • Cantrell         | 5:26                      |
| 2.                        | „We Die Young” (nieopublikowana wersja demo)                                | Cantrell                  | 2:28                      |
| 3.                        | „Man in the Box”                                                            | Staley • Cantrell         | 4:46                      |
| 4.                        | „Them Bones”                                                                | Cantrell                  | 2:30                      |
| 5.                        | „Iron Gland” (feat. Tom Araya)                                              | Cantrell                  | 0:43                      |
| 6.                        | „Angry Chair”                                                               | Staley                    | 4:48                      |
| 7.                        | „Down in a Hole”                                                            | Cantrell                  | 5:38                      |
| 8.                        | „Rooster” (wersja koncertowa nieopublikowana wcześniej w Ameryce Północnej) | Cantrell                  | 6:46                      |
| 9.                        | „Got Me Wrong” (wersja unplugged)                                           | Cantrell                  | 4:24                      |
| 10.                       | „No Excuses”                                                                | Cantrell                  | 4:15                      |
| 11.                       | „I Stay Away”                                                               | Staley • Cantrell • Inez  | 4:14                      |
| 12.                       | „What the Hell Have I”                                                      | Cantrell                  | 3:58                      |
| 13.                       | „Grind”                                                                     | Cantrell                  | 4:45                      |
| 14.                       | „Again”                                                                     | Staley • Cantrell         | 4:05                      |
| 15.                       | „Would?”                                                                    | Cantrell                  | 3:27                      |
| 16.                       | „Angry Chair” (wersja koncertowa)                                           | Staley                    | 4:39                      |
| 17.                       | „Man in the Box” (wersja koncertowa)                                        | Staley • Cantrell         | 4:59                      |
|                           |                                                                             |                           | 1:11:51                   |

## Personel
Opracowano na podstawie materiału źródłowego:
| Alice in Chains - Layne Staley – śpiew, gitara rytmiczna (6) (edycja Best Buy 16), wokal wspierający - Jerry Cantrell – śpiew, gitara rytmiczna, gitara prowadząca, gitara akustyczna (9–11), gitara klasyczna (sześcio- i dwunastostrunowa; 7), sitar elektryczny (12), wokal wspierający, talk box (3) - Mike Inez – gitara basowa (1, 8, 12–14) (ed. Best Buy 16–17), akustyczna gitara basowa (9–11), gitara dwunastostrunowa (11), wokal wspierający (14) - Mike Starr – gitara basowa (2, 3–7, 15) - Sean Kinney – perkusja Muzycy sesyjni - April Acevez – altówka (11) - Justine Foy – wiolonczela (11) - Matthew Weiss – altówka (11) - Rebecca Clemons-Smith – wiolonczela (11) - Tom Araya – głos (5) | Produkcja - Producent wykonawczy: Peter Fletcher - Mastering: Stephen Marcussen w Marcussen Mastering Studio, Hollywood Oprawa graficzna - Dyrektor artystyczny: Mary Maurer - Design: Brandy Flower, Mary Maurer - Zdjęcia: Chris McCann, Danny Clinch, Marty Temme, Rocky Schenck Management - Zarządzanie: Susan Silver |

## Pozycje na listach i certyfikaty
| Lista (1999)                                           | Pozycja |
| ------------------------------------------------------ | ------- |
| Billboard 200 (Stany Zjednoczone)                      | 20      |
| Billboard Top Internet Album Sales (Stany Zjednoczone) | 17      |
| NZ Top 40 Albums Chart (Nowa Zelandia)                 | 41      |
| RPM 100 Albums (Kanada)                                | 37      |

| Rok  | Singel           | Najwyższa pozycja                  | Najwyższa pozycja          | Najwyższa pozycja      | Najwyższa pozycja |
| Rok  | Singel           | USA Bubbling Under Hot 100 Singles | USA Mainstream Rock Tracks | USA Modern Rock Tracks | CAN               |
| ---- | ---------------- | ---------------------------------- | -------------------------- | ---------------------- | ----------------- |
| 1999 | „Get Born Again” | 6                                  | 4                          | 12                     | 20                |

| Państwo                  | Certyfikat      | Sprzedaż   |
| ------------------------ | --------------- | ---------- |
| Stany Zjednoczone (RIAA) | platynowa płyta | 1 000 000+ |
| Wielka Brytania (BPI)    | srebrna płyta   | 60 000+    |